# 佐渡山順久
佐渡山 順久（さどやま よしひさ、1974年9月19日 - ）は、兵庫県出身の俳優。芸能プロダクション アティチュード代表。身長は170cm、体重は65kg、血液型はO型である。特技はトランペット、ビリヤード、趣味は乗馬、釣り、ツーリング、針金アート。所属事務所アティチュード。9歳から俳優を始める。

## 出演

### テレビ

#### 日本テレビ
- 逃亡医F 第5話（2022年2月12日）

#### テレビ朝日
- 安楽椅子探偵
- 学問ノススメ - 吉岡 役
- 土曜ワイド劇場 北都殺人紀行 - 木村 役
- キレイになりたい!美容外科医の事件簿
- 日曜ワイド 「ドクター彦次郎3」（2017年） - 岩崎裕二 役
- 科捜研の女
  - 新春スペシャル（2015年1月18日） - 盾村孝一 役
  - Season17 第4話（2017年11月9日） - 真柴淳弥 役
  - Season18 第2話（2018年10月25日） - 宮下雄平 役
  - Season19 第30話（2020年2月13日） - 柴崎雄二 役
  - Season21 第11話（2022年） - 上里篤 役
  - Season22 第6話（2022年） - 大橋敦夫 役
  - Season24  最終話（2024年） - 福原泰地 役
- 遺留捜査
  - 第5シーズン 第2話（2018年7月19日） - 加賀谷敦 役
  - 第6シーズン 第1話（2021年1月14日） - 市原仁 役
  - 第7シリーズ（2022年） - 大沢隆 役
- 特捜9
  - season3 第6話（2020年） - 大谷真也 役
  - season7 第8話（2024年5月22日） - 鎌田圭吾 役[2]
- 24 JAPAN #23（2021年3月19日）

#### テレビ東京
- 刺客請負人
- 水曜ミステリー9『名犬フーバーの事件簿』 - 工藤良夫 役
- 牙狼-GARO- 〜MAKAISENKI〜
- ひみつ×戦士 ファントミラージュ! 第12話（2019年6月23日） - 鼓一徹 役
- つまり好きって言いたいんだけど、（2021年） - 相場部長 役
- らせんの迷宮〜DNA科学捜査〜 第4話（2021年11月5日）
- 警視庁強行犯係・樋口顕 Season2（2022年） - 石井陽一 役

#### フジテレビ系列
- 母の告白
- 探偵・由利麟太郎（2020年） - 川田良介
- ナンバMG5 第9話（2022年6月15日）
- 競争の番人 第1話（2022年7月11日）[3]

#### NHK
- 歴史秘話ヒストリア - 吉備真備 役、桂小五郎 役（2010年10月6日出演、木戸孝允としても2015年9月2日分に出演）、徳川家康 役、井上円了 役、伊奈半左エ門 役
- 連続テレビ小説
  - カーネーション
  - わろてんか（2018年） - 陸軍少佐・佐藤達三 役
- BS NHK　大岡越前 第2話 - 勘次 役
- 大江戸もののけ物語（2020年、BSプレミアム） - お雛の父 役
- 忠臣蔵狂詩曲No.5 中村仲蔵 出世階段（2021年） - 杵屋喜三郎 役

#### TBS系列
- 水戸黄門第42部 第15話「内蔵助殿、助太刀致す -赤穂-」
- 奇跡のホスピス
- イグナイト -法の無法者- 第1話（2025年4月18日） - 裁判長 役[4]

#### 関西テレビ
- 社内処刑人～彼女は敵を消していく～ 第2話・第3話・第8話・第9話（2024年4月26日・5月3日・6月7日・14日）

#### BSスカパー!
- 破門 第3話

#### その他
- ダブルチート 偽りの警官 Season2 第6話・第7話（2024年8月3日・10日、WOWOW） - 増崎 役

### インターネットドラマ
- KDDIブロードバンドTV サクラ咲く頃に - 水沼賢一 役

### 映画
- バウンスkoGALS - 不幸な男 役
- PARADICE - ワタル 役
- 0からの風 - 橋本浩介 役
- LOVE&KILLERS 赤龍の女 - 金城 役
- 放流人間 - 刑事役
- トラ・コネ - 村雨忍 役
- 色即ぜねれいしょん - 音楽教師 役
- ふたたび - ラウンジの客 役
- 科捜研の女 -劇場版-（2021年9月3日） - 相田勝之 役
- Threads of Blue[5]
- 仮面ライダーガッチャード ザ・フューチャー・デイブレイク（2024年7月26日） - 一香の父 役
- 侍タイムスリッパー（2024年8月17日）[6]
- つぎとまります（2024年9月13日） - 篠 役[7]

#### Vシネマ
- HOKURO - ディレクター 役
- ミナミの帝王 - 結婚詐欺篇
- 秋葉男Z - ウエイター 役

### CM
- 大阪ガス
- ヒガシマル「ちょっと雑炊」

### 舞台
- 夕（関西バージョン） - 元弥 役
- Stray sheepは眠らない 〜終わりの無い結末 － リュウ 役
- maya 〜200億光年ノスタルジア - さまよう男 役
- Under Shangria-La - リュウ 役
- THUMB UP - 上川武憲 役
- I with your Happiness（主宰） - 近藤 役
- CROSS CONNECTION〜クロス コネクション〜（脚本・演出も兼務） - 神戸太郎 役

### 演出
- 「BUNRAKU au Musee du Louvre」日仏交流150周年記念イベント
- 「あの空を越えて」大手前大学　震災復興支援ミュージカル
- 「QUO VADIS」

- 舞台演出　多数